# Girotondo (Fabrizio De André)
(Fabrizio De André)
Girotondo è una canzone di Fabrizio De André, pubblicata per la prima volta nel 1968 nel concept album Tutti morimmo a stento.

## Contenuto e ispirazione
(Paolo Panzeri)
 Il brano è una filastrocca cantata al ritmo di Marcondiro, scritta da De André sulla falsariga della tradizionale canzone italiana per bambini Oh che bel castello. Il testo rappresenta un dialogo formato da domande e risposte; i due interlocutori sono interpretati da De André, che si accompagna con la chitarra, e da un coro di bambini. Nella canzone sono presenti due dei temi trattati nell'album: la morte fisica e la morte psicologica riferita alla perdita dell'innocenza da parte dei bambini.
La storia raccontata è in un certo senso kafkiana, sostenendo che il male succede senza che nessuno ne abbia consapevolezza o volontà: il soldato potrebbe non fare la guerra ma la guerra scoppia, Dio potrebbe intervenire ma non lo fa, l'aviatore potrebbe non gettare la bomba ma la bomba è già caduta e colpirà tutti indistintamente. 
L'autore nel testo si è servito della metafora del girotondo per esprimere la follia insita nella guerra. Il testo descrive un mondo sconvolto da bombe e carri armati dove per i bambini non vi è più spazio per giocare. 
De André pone una domanda scomoda e terribile, "se verrà la guerra", ma anziché chiederlo a chi governa il mondo interroga i bambini, che non conoscono il male e che nella loro innocenza non possono neppure concepirlo, e ritrae l’assoluta follia della guerra attraverso il girotondo dei bambini che, come una metafora, ne riprende il ritmo forsennato, accelerato e senza senso. Il brano ha per quasi tutta la sua durata un ritmo lento e regolare, come una ballata, e solo verso la fine accelera in maniera sfrenata, dando l'idea di un'escalation fino a raggiungere il culmine.
Se De André in conclusione prova a lanciare un messaggio di speranza (la guerra è già scoppiata, la bomba è già caduta e ci sono troppe buche, ma comunque il mondo si riprenderà, perché saranno i bambini a garantire una speranza per l’umanità, abitando il mondo anche dopo la distruzione), in realtà - anche se le stagioni, i colori e i profumi torneranno e i fiori continueranno a fiorire - ai bambini sopravvissuti non resterà che giocare sì ma giocare alla guerra, ricominciando un ciclo che pare inevitabile per la natura umana.
La canzone nel tempo è divenuta un manifesto contro la guerra.

## Crediti
- Coro de  I Piccoli Cantori di Milano di Niny Comolli[8]

## Ripubblicazioni
- 1999 – nell'album Da Genova
- 1999 – nel cofanetto Opere complete
- 2009 – nel cofanetto Opera completa
- 2013 – nel cofanetto Gli album originali

## Altre versioni
- 1996 - Il brano, nell'interpretazione di Teresa De Sio e Yo Yo Mundi, è stato incluso nell'album Fatto per un mondo migliore.

## Libri
Fabrizio De André (disegni di Pablo Echaurren), Girotondo, Carlo Gallucci Editore, 2006, ISBN 9788888716732